# Light & dark
Light & dark is een studioalbum van Steve Dinsdale, lid van Radio Massacre International. Dinsdale nam de muziek op in de periode 2013 tot en met 2016 in een geluidsstudio in Yorkshire. De elektronische muziek op dit album is een voortzetting van de mainstreamvariant al te horen op Tomorrow. Het lag in de bedoeling het album ook op elpee uit te brengen, waarop de muziek en trackvolgorde werd aangepast. Die vinyluitgave kwam er uiteindelijk niet. Op de tracks Dark time en Ibiza speelt RMI-bandlid Gary Houghton mee.

## Musici
- Steve Dinsdale – synthesizers, elektronica
- Gary Houghton – gitaar (tracks 1 en 6)

## Muziek
| Nr. | Titel                          | Duur |
| --- | ------------------------------ | ---- |
| 1.  | Dark time                      | 5:31 |
| 2.  | Hit of summer                  | 6:50 |
| 3.  | A light sprinkling of moonweed | 6:17 |
| 4.  | First light                    | 5:59 |
| 5.  | Dark chambers                  | 8:24 |
| 6.  | Ibiza                          | 4:38 |